# أنتوني هاو (مؤرخ)
أنتوني هاو (بالإنجليزية: Anthony Howe)‏ هو مؤرخ بريطاني، ولد في 28 نوفمبر 1950.